# Черски хребет (Забайкалие)
Черският хребет (на руски: Черского хребет) е нископланински хребет в Забайкалието, в централната част на Забайкалски край на Русия. Простира се в посока от югозапад (горното течение на река Ингода, лява съставящя на Шилка) на североизток до долината на река Делингде (десен приток на Витим, десен приток на Лена) на протежение около 650 km. В средната си част се проломява от река Ингода, по долината на която преминава участък от трасето на Транссибирската жп линия. На северозапад долините на река Ингода и левият ѝ приток Чита и река Витим и десният ѝ приток Каренга го отделят от Яблонов хребет, на югоизток долините на реките Оленгуй и Кручина (десен и ляв приток на Ингода) и Улдурга – от Даурския хребет, а долината на река Нерча – от планинската земя Ольокмински Становик. Преобладаващите височини са 1400 – 1500 m, максимална връх Чингикан 1644 m (52°46′43″ с. ш. 114°29′16″ и. д. / 52.778611° с. ш. 114.487778° и. д.), разположен в централната му част. Изграден е основно от гранити с примеси от ефузивни и седиментни фракции. Склоновете и върховете му са покрити с борови и лиственични гори. В дълбоките планински долини и по северните му склонове расте смърчово-елово-кедрова тайга. Наименуван е в чест на видния руски геолог и географ от полски произход Ян Черски.